# Voronij
Voronij (ukrainien : Воро́ніж, russe : Воро́неж) est une commune urbaine de l'oblast de Soumy, en Ukraine. Elle compte 6 669 habitants en 2021.